# Giovanni La Polvere
Giovanni La Polvere (Jean la Poudre) è un cortometraggio muto del 1913 diretto da Émile Chautard e da Maurice Tourneur.
Tourneur, che ne firma anche la sceneggiatura, è qui a uno dei suoi primi film come regista: inizia con questo film una carriera che lo porterà a diventare un regista famoso in ambito internazionale.

## Produzione
Il film fu prodotto dalla Société Française des Films Éclair

## Distribuzione
Distribuito dalla Société Française des Films Éclair, il film uscì nelle sale francesi i 3 ottobre 1913, conosciuto anche con il titolo La Conquête de l'Algérie. In Italia venne distribuito dalla stessa Éclair nel novembre 1913. Negli Stati Uniti, fu importato dalla Features Ideal che lo distribuì il 5 dicembre 1913. In inglese, fu ribattezzato anche come The Guerrillas of Algiers; or, The Mosque in the Desert.